# Städtisches Kunsteisstadion Bayreuth
Das Städtische Kunsteisstadion ist eine Eissporthalle in der Stadt Bayreuth und Heimstätte des deutschen Eishockeyvereins EHC Bayreuth. Das Kunsteisstadion liegt mitten im Sportpark der Stadt, zu dem auch das Hans-Walter-Wild-Stadion, die multifunktionale Oberfrankenhalle und ein Hallenbad gehören.

## Geschichte
Das Stadion wurde am 22. Dezember 1975 feierlich eröffnet und bot zu Beginn Platz für bis zu 3000 Zuschauer. Erst im Jahr 1981 erfolgte die Überdachung des Stadions; die von Professor Julius Natterer konzipierte Dachkonstruktion aus Holz erhielt ein Jahr später eine Auszeichnung. Das Stadion wurde jedoch nicht vollständig geschlossen, sondern blieb auf zwei Seiten offen.
Nach einer Erweiterung der Stehplätze 1985 und der Errichtung einer zusätzlichen Tribüne 1991 erhöhte sich die Zuschauerkapazität auf 4555 Plätze, von denen insgesamt 1476 Sitzplätze sind. Im Jahr 2014 wurde zudem ein VIP-Raum mit Blick auf die Eisfläche gebaut.

## Nutzung
Das Eisstadion wird in den Wintermonaten von den Bayreuther Vereinen überwiegend für Eishockey, Eisstockschießen, Eiskunstlauf und Speedskating genutzt. In den Sommermonaten steht die Halle für Streethockey und Rollkunstlauf zur Verfügung.
In früheren Jahren war das Stadion mehrfach Austragungsort für Eishockey-Länderspiele. Weitere Großereignisse waren die Deutsche Streethockey-Meisterschaft in den Jahren 2005 und 2006 sowie die Streethockey-Europameisterschaft der U18-Junioren im Jahr 2009.